# Reinhard von Adelebsen
Reinhard Friedrich von Adelebsen (* 30. Juli 1826 in Hudemühlen; † 18. Oktober 1883) war Gutsbesitzer, Offizier und Mitglied des deutschen Reichstags. Er gehörte zum Geschlecht derer von Adelebsen.

## Leben
Adelebsen besuchte die Königlich Hannoversche Kadettenanstalt in Hannover und war Gutsbesitzer auf Friedland bei Göttingen. Er wurde 1845 Offizier, machte als Hauptmann und Kompanie-Chef im Königlich Hannoverschen Garde-Regiment die Schlacht bei Langensalza mit und wurde in dieser schwer verwundet. Während seiner aktiven Dienstzeit machte er vielfach größere Reisen und war von 1867 bis 1872 in der Umgebung des Königs Georg V. von Hannover, dessen Flügeladjutant er auch war.
Von 1874 bis zu seinem Tode vertrat er den Wahlkreis Provinz Hannover 12 (Göttingen) im Deutschen Reichstag für die Deutsch-Hannoversche Partei, er schloss sich als Hospitant der Fraktion des Zentrums an.
Er heiratete am 15. August 1871 Anna geb. Gräfin von Schwicheldt (* 1850), mit der er drei Töchter und den Sohn Georg (* 1873) hatte.